# Бугры (Гатчинский район)
Бугры́ (фин. Puhra, Pukra) — деревня в Гатчинском муниципальном округе Ленинградской области.

## История
Согласно «Топографической карте частей Санкт-Петербургской и Выборгской губерний» в 1860 году деревня называлась Новый Бугор и состояла из 8 крестьянских дворов.

НОВАЯ (БУГОР) — деревня удельная при колодце, число дворов — 8, число жителей: 34 м. п., 42 ж. п. (1862 год)

В 1879 году деревня называлась Новая (Мозина) и насчитывала 8 дворов.

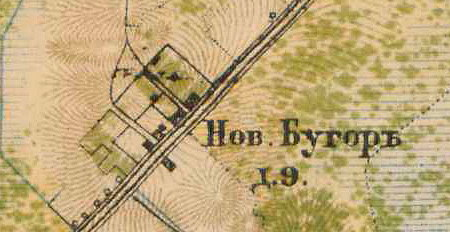
План деревни Бугры. 1885 год

В 1885 году деревня называлась Новый Бугор и насчитывала 9 дворов.
Согласно материалам по статистике народного хозяйства Царскосельского уезда 1888 года одно из имений при селении Бугры площадью 86 десятин принадлежало мещанину города Якобштадта Ф. Е. Крузе, оно было приобретено в 1884 году за 10 000 рублей; второе имение площадью 26 десятин принадлежало жене действительного тайного советника М. А. Бихеле, оно было приобретено в 1871—1873 годах за 4600 рублей; третье имение площадью 17 десятин принадлежало жене подпоручика З. А. Родзянко, оно было приобретено в 1882 году за 6000 рублей; четвёртое имение площадью 9 десятин принадлежало титулярному советнику С. П. Андрееву, оно было приобретено в 1884 году за 1000 рублей;  пятое имение Бугры площадью 80 десятин принадлежало генерал-майору А. Н. Витмеру, имение было приобретено в 1876 году за 3000 рублей.
В конце XIX — начале XX века деревня административно относилась к Ижорской волости 1-го стана Царскосельского уезда Санкт-Петербургской губернии.
По данным «Памятной книжки Санкт-Петербургской губернии» за 1905 год, земли усадьбы Бугры принадлежали: инженер-полковнику Виктору Николаевичу Демьяновичу — 36 десятин, провизору Альфонсу Ивановичу Дерингеру — 114 десятин и дворянину Николаю Владимировичу Ивашкину — 84 десятины.
К 1913 году количество дворов не изменилось.
С 1917 по 1923 год деревня Новая входила в состав Романовского сельсовета Гатчинской волости Детскосельского уезда.
С 1923 года в составе Гатчинского уезда.
С 1927 года в составе Гатчинского района. 
Согласно данным переписи населения СССР 1926 года в деревне Новая Романовского сельсовета Троцкой волости Троцкого уезда проживали 55 человек — русские и одна финская семья. В 1928 году население деревни Новая также составляло 55 человек.

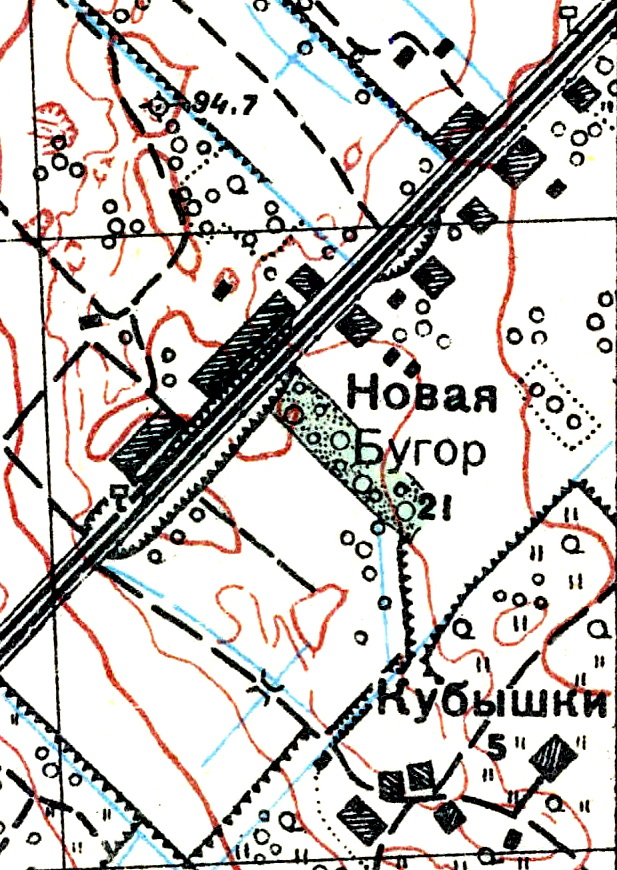
План деревни Бугры. 1931 год

Согласно топографической карте 1931 года деревня называлась Новая (Бугор) и насчитывала 21 двор.
По данным 1933 года деревня называлась Новая и входила в состав Романовского финского национального сельсовета Красногвардейского района.
В 1940 году население деревни Новая составляло 106 человек.
С 1 августа 1941 года по 31 декабря 1943 года деревня находилась в оккупации. После войны не восстанавливалась.
По данным 1966 и 1973 года деревня Бугры входила в состав Большетаицкого сельсовета.
По данным 1990 года деревня Бугры входила в состав Веревского сельсовета.
В 1997 году в деревне проживали 89 человек, в 2002 году — 128 человек (русские — 93%).
По состоянию на 1 января 2006 года в деревне насчитывалось 46 домохозяйств, общая численность населения составляла 120 человек.
В 2007 году — 116 человек.

## География
Деревня расположена в северной части района к востоку от автодороги Р23 «Псков» (E 95, Санкт-Петербург — граница с Белоруссией). 
Расстояние до административного центра поселения, деревни Малое Верево — 6 км.
Деревня находится в 2 км к востоку от железнодорожной станции Верево.

## Демография
| 1862 | 2006 | 2007 | 2010 | 2017 |
| ---- | ---- | ---- | ---- | ---- |
| 76   | ↗120 | ↘116 | ↘106 | ↗133 |

### Национальный состав
Согласно данным Всероссийской переписи населения 2021 года в деревне проживали 136 человек, из них:
 русские — 115, таджики — 5, армяне — 4, азербайджанцы — 1, арабы — 1, грузины — 1, киргизы — 1, узбеки — 1 человек, остальные национальность не указали.

## Улицы
Главная, Дорожный переулок, Крайний переулок, Полевой переулок, Пустой переулок, Совхозная, Средний переулок, Тракторная, Тупиковый переулок, Урожайная, Центральная.